# Palais de Basse-Autriche
 (mai 2024).
Si vous disposez d'ouvrages ou d'articles de référence ou si vous connaissez des sites web de qualité traitant du thème abordé ici, merci de compléter l'article en donnant les références utiles à sa vérifiabilité et en les liant à la section « Notes et références ».

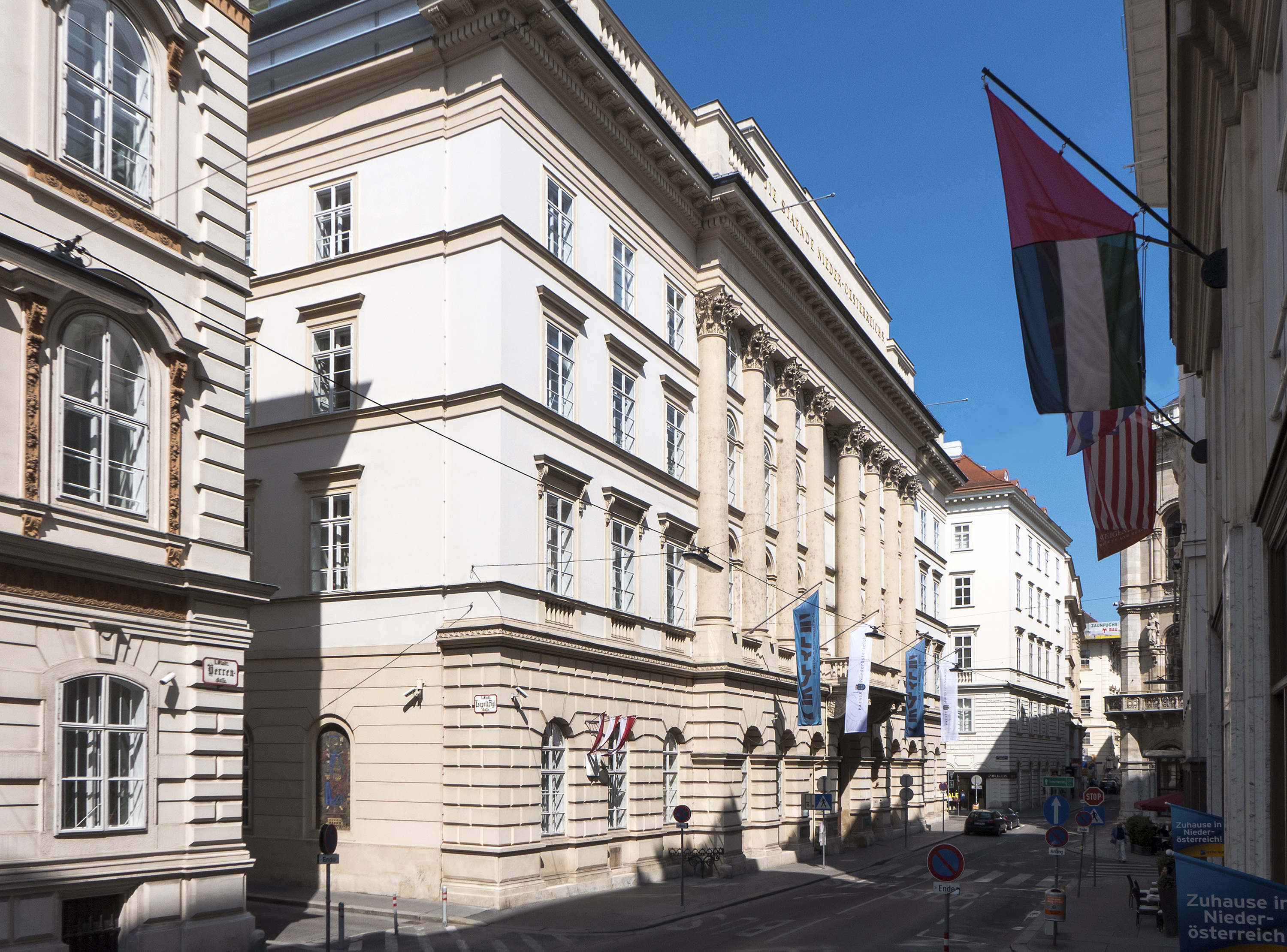
Palais Niederösterreich dans la Herrengasse

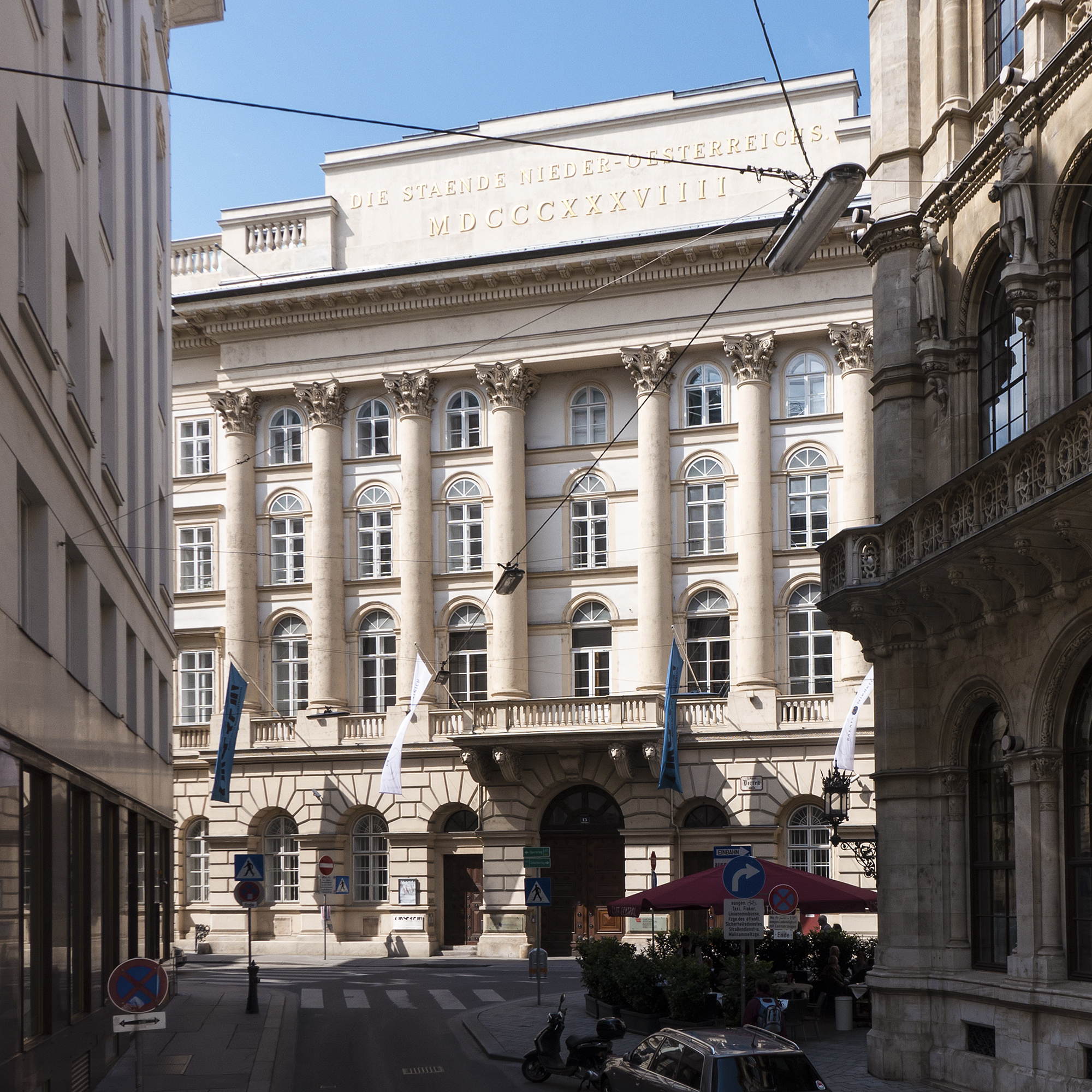
Partie médiane de la façade. A droite se trouve le Palais Ferstel

Le Palais de Basse-Autriche, siège du Land de Basse-Autriche jusqu'en 2005, est un palais situé dans le centre-ville de Vienne, au numéro 13 de la Herrengasse.
Les domaines de l'archiduché d'Autriche, plus tard le parlement de l'État de Basse-Autriche, le parlement de l'État, se réunissaient ici et l'hommage héréditaire des archiducs (le titre de souverain depuis le XVe siècle) y avait lieu. La révolution autrichienne a commencé ici en 1848.
Le 30 octobre 1918, l'État d'Autriche allemande a été fondé ici par l'Assemblée nationale provisoire, qui à l'automne 1919 a été rebaptisée République d'Autriche à la demande des vainqueurs de la guerre. En 1997, le parlement et le gouvernement de l'État de Basse-Autriche ont déménagé à Sankt Pölten, qui a été déclarée nouvelle capitale de l'État en 1986.
Le bâtiment, propriété du Land de Basse-Autriche, sert désormais de représentation du Land dans la capitale fédérale.

## Histoire

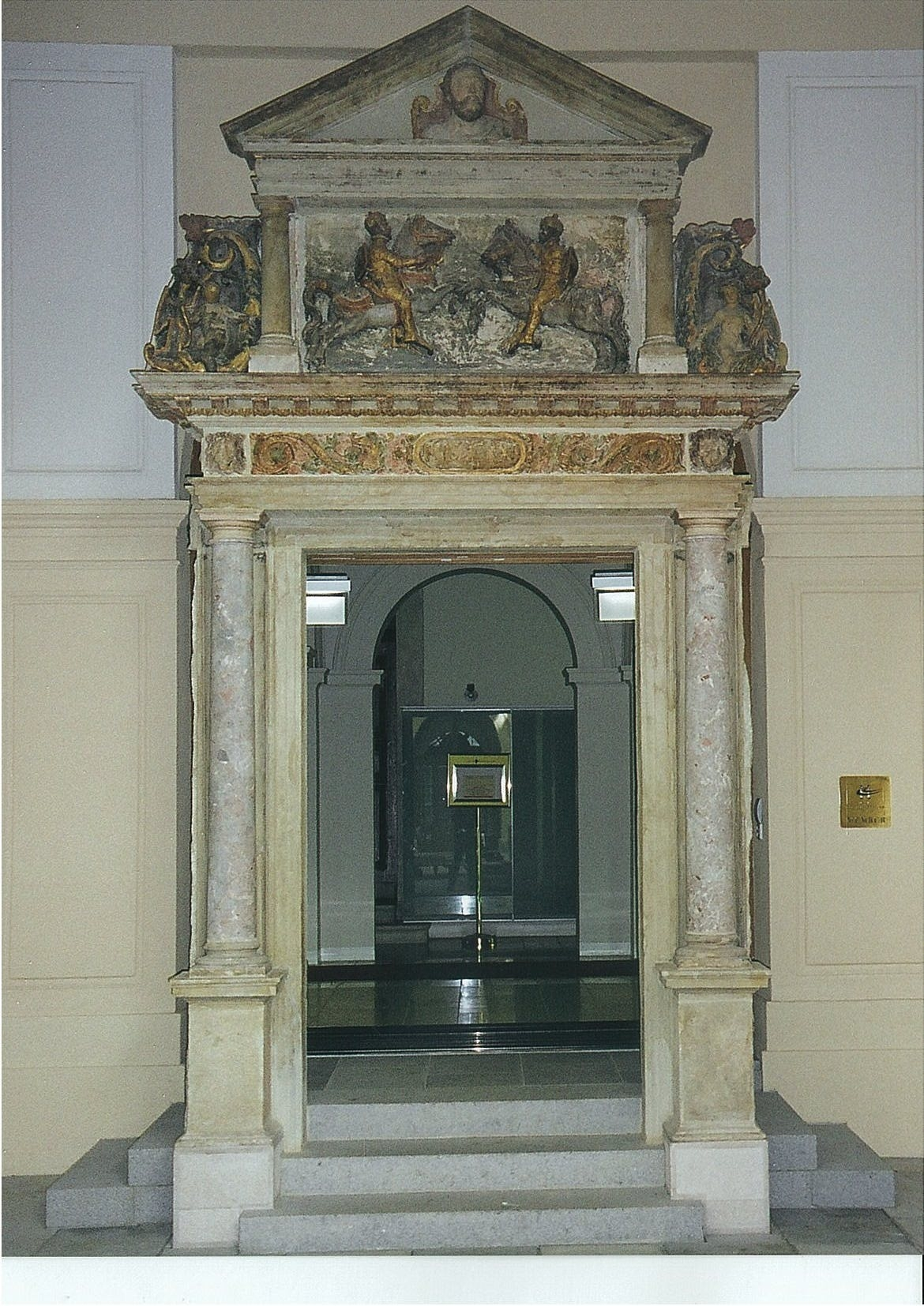
Portail Renaissance, 1571

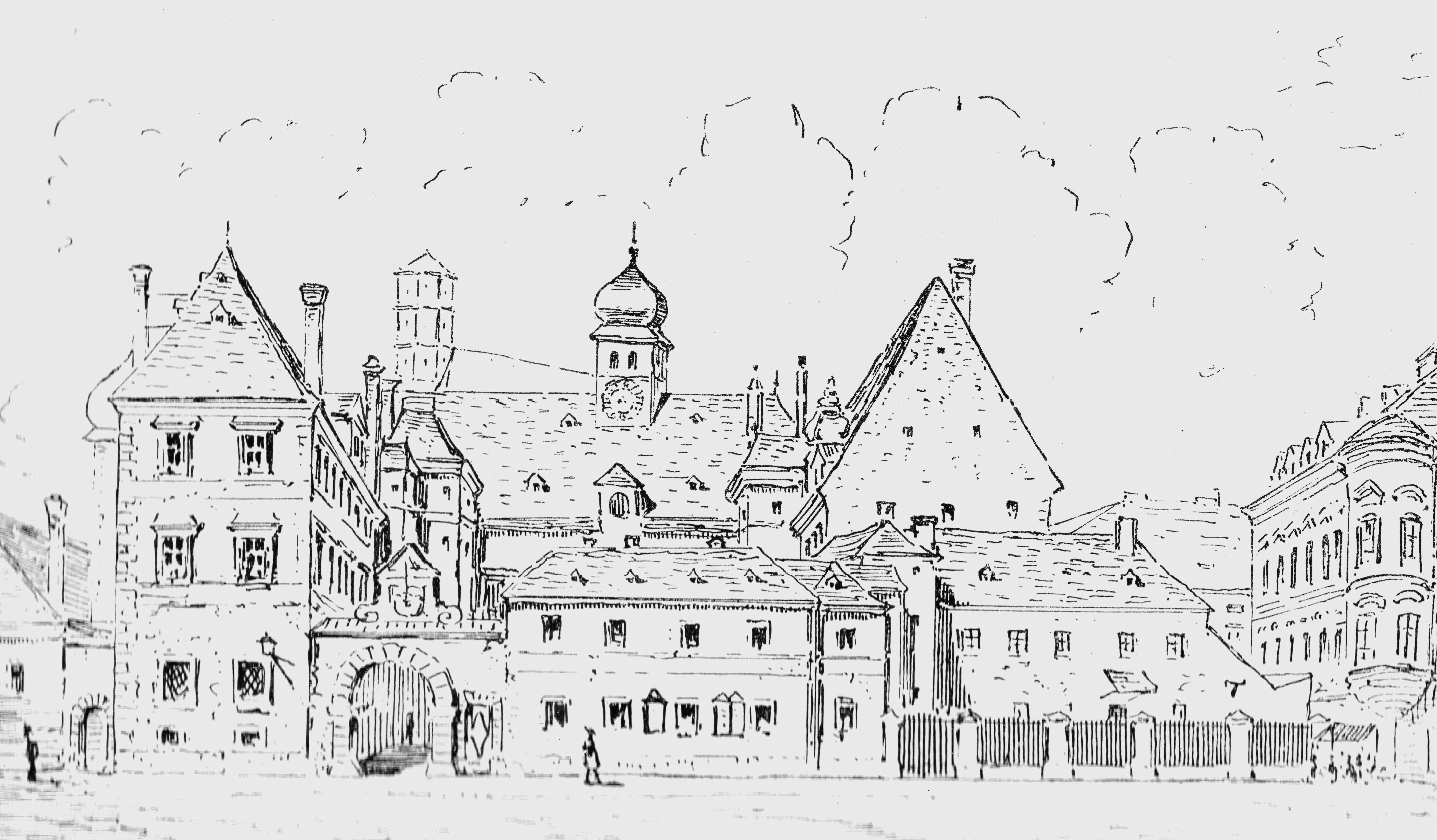
Le siège de Basse-Autriche avant sa rénovation à la fin des années 1830

L’ancienne Freihaus Liechtenstein a été acquise par les États en 1513 afin d’être proche du souverain en tant que représentant politique. Les tailleurs de pierre de l’atelier de la cathédrale ont conçu à l’origine l’aile transversale de la Minoritenplatz dans le style gothique tardif. La salle gothique et le plafond de la chapelle sont encore conservés aujourd’hui. Dans les années 1520, la construction s’est arrêtée et n’a pas été achevée. Après cela, le bâtiment a été redessiné et agrandi avec des ajouts.
Saphoy fit voûter la Grande Salle de Réunion vers 1570. De l'époque Renaissance, la chapelle de la bastide, la salle gothique et un portail ont été conservés. Ce portail-pilier de 1571 se compose d'un sommet d'édicule en relief, sur lequel deux chevaliers avec des chapeaux d'archiduc et un blason à cinq aigles ou un écu de l'association des armoiries de l'ancienne et de la nouvelle Autriche, une sculpture de tête antique dans le pignon et une femme personnages avec cornes d'abondance sur le côté. L'année 1571 a été gravée sur le marbre rouge d'Adnet.
La salle de réunion a ensuite été décorée dans le style baroque, avec notamment une fresque d'Antonio Beduzzi en 1710, la plus grande peinture continue au plafond d'Autriche. Il représente « l'Autriche », glorifiée alors qu'elle flotte devant la divine Providence. Le tableau est décoré de cadres en stuc illusionnistes entourés de fresques de voûte représentant des allégories fluviales (Sebethos, Danube, Pô, Rhin, Sava, Tage, Elbe, Rio de la Plata). Balthasar Haggenmüller a créé ce nouveau décor en marbre et stuc en 1710.
Grâce aux nombreuses rénovations et à la liaison des bâtiments avec les maisons voisines, le bâtiment est devenu populaire au début du XIXe siècle. La dernière rénovation visait à donner au bâtiment une façade uniforme tout en conservant l'ancienne structure, réalisée entre 1837 et 1839 par Alois Pichl, élève de Nobile. Cette façade avec ses colonnes colossales caractéristiques est considérée comme un exemple important du classicisme à Vienne.

### Usages jusqu'au XXe siècle

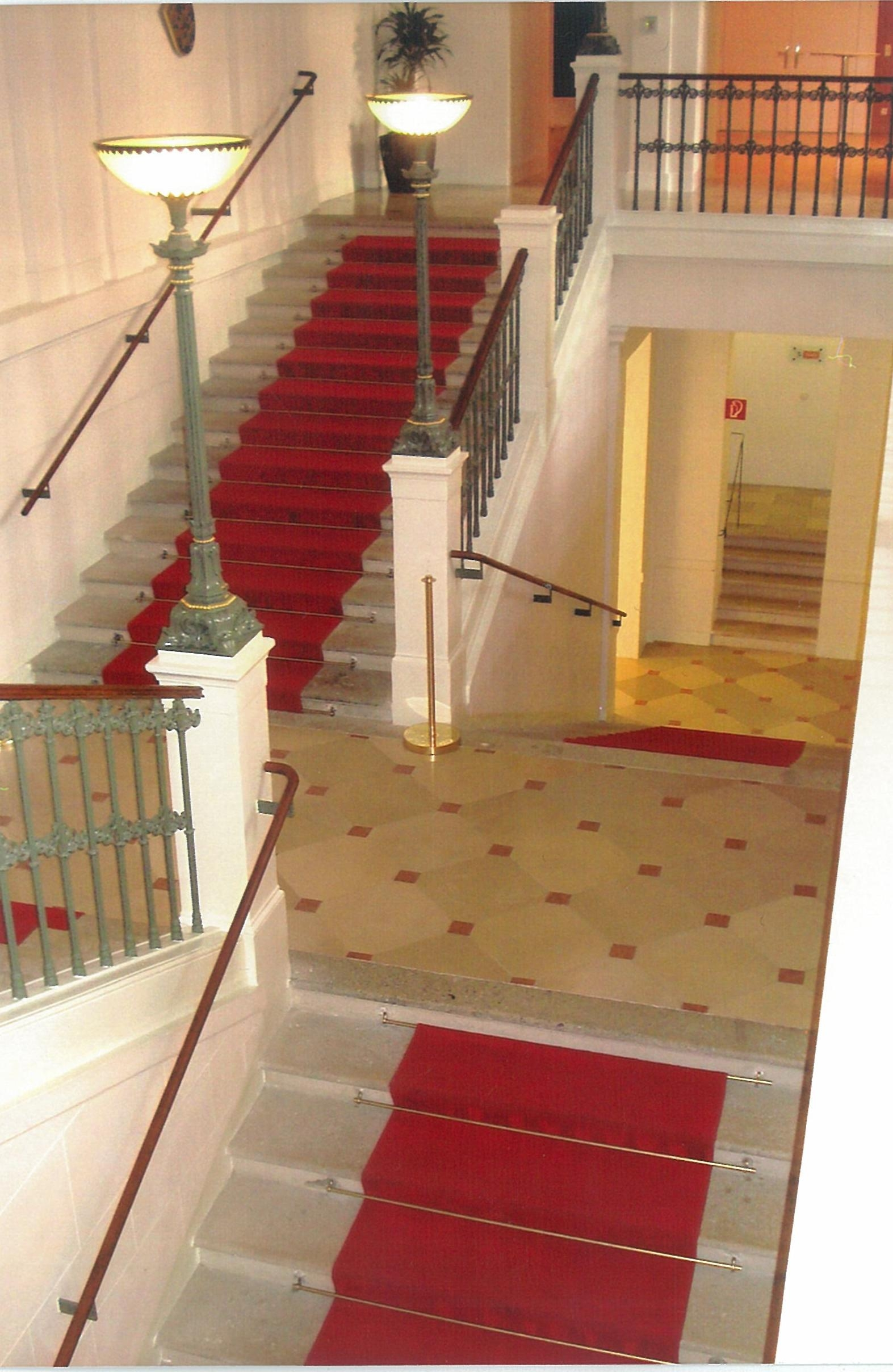
Escaliers du Parlement de l'État

Au XVIe siècle, la maison était le centre culturel et religieux de la noblesse de Basse-Autriche, alors majoritairement protestante, et des citoyens viennois d'esprit luthérien. Cette fonction disparut avec la Contre-Réforme.
Le 13 mars 1848, la maison de campagne devient le point de départ de la révolution autrichienne, lorsque les citoyens et les étudiants obligent les seigneurs de Basse-Autriche à soumettre une pétition à l'empereur Ferdinand Ier de soutenir la demande d'une constitution ainsi que la liberté de la presse et la liberté de réunion.
En 1861, après une décennie de règne néo-absolutiste de l'empereur François-Joseph Ier, le Parlement de l'État de Basse-Autriche, qui remplaçait désormais les domaines, reprit le bâtiment. La même année, le Reichsrat est créé en tant que parlement national. Comme il n'y avait pas encore de bâtiment du Parlement, la Herrenhaus, la chambre haute du Conseil du Reich, se réunit provisoirement dans la maison de 1861 à 1883.

### Importance dans la République

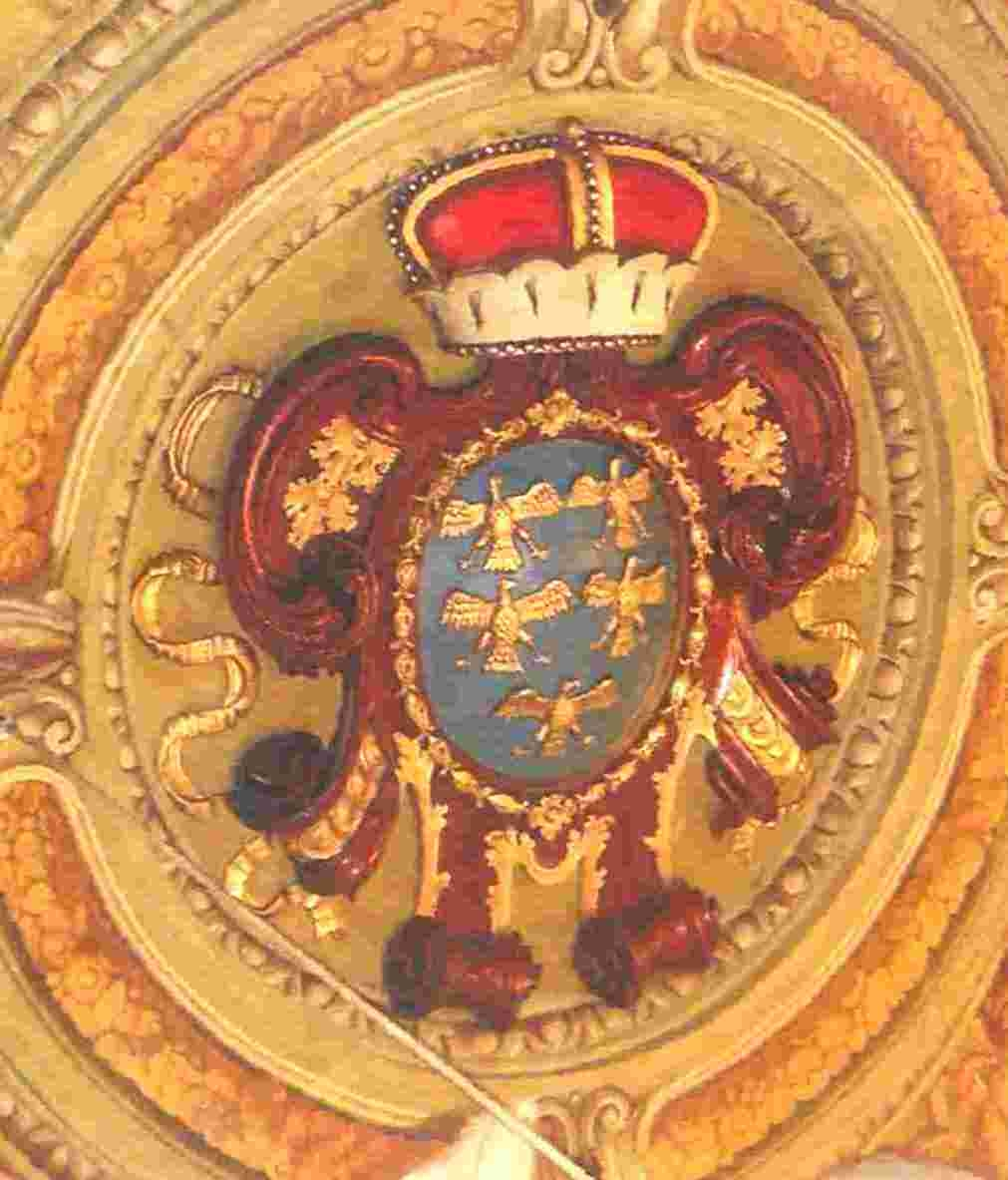
Armoiries de l'État

Peu avant la fin de la Première Guerre mondiale, l'Assemblée nationale provisoire fut constituée ici le 21 octobre 1918, à laquelle participèrent les députés du Reichsrat de toutes les régions à majorité allemande de la vieille Autriche, élus en 1911. Le 30 octobre 1918, le premier cabinet de l'Autriche allemande, le gouvernement de l'État Renner I, est formé - indépendant de l'empereur qui était encore en fonction jusqu'au 11 novembre 1918. Le 12 novembre 1918, l'Assemblée nationale a déménagé dans l'ancien bâtiment du Reichsrat, l'actuel bâtiment du Parlement autrichien.
Jusqu'en 1920/21, le Parlement du Land de Basse-Autriche comprenait les membres des deux Länder actuels, la Basse-Autriche et Vienne. La nouvelle Constitution fédérale entrée en vigueur le 10 novembre 1920 confère à Vienne tous les droits d'un État fédéral indépendant de la Basse-Autriche. En 1921, de longues négociations eurent lieu sur la loi sur la séparation, le divorce économique. Dans le même temps, le Parlement du Land de Basse-Autriche était en fonction depuis novembre 1920 sans représentants de Vienne. En conséquence, le palais, sauf sous la dictature des années 1934 à 1945, fut jusqu'en 1997 le siège du Parlement de l'État de Basse-Autriche, qui, comme le gouvernement de l'État, fut ensuite transféré dans la nouvelle capitale, St. Pölten.
Le 27 avril 1945, la république fut rétablie après l'ère nazie à Vienne, qui n'était alors occupée que par les Soviétiques (Gouvernement provisoire Renner 1945). À l'automne 1945, une conférence des représentants des États eut lieu dans le palais ; une étape essentielle vers l'instauration de la Deuxième République, telle qu'elle existe encore aujourd'hui.

## Usage actuel

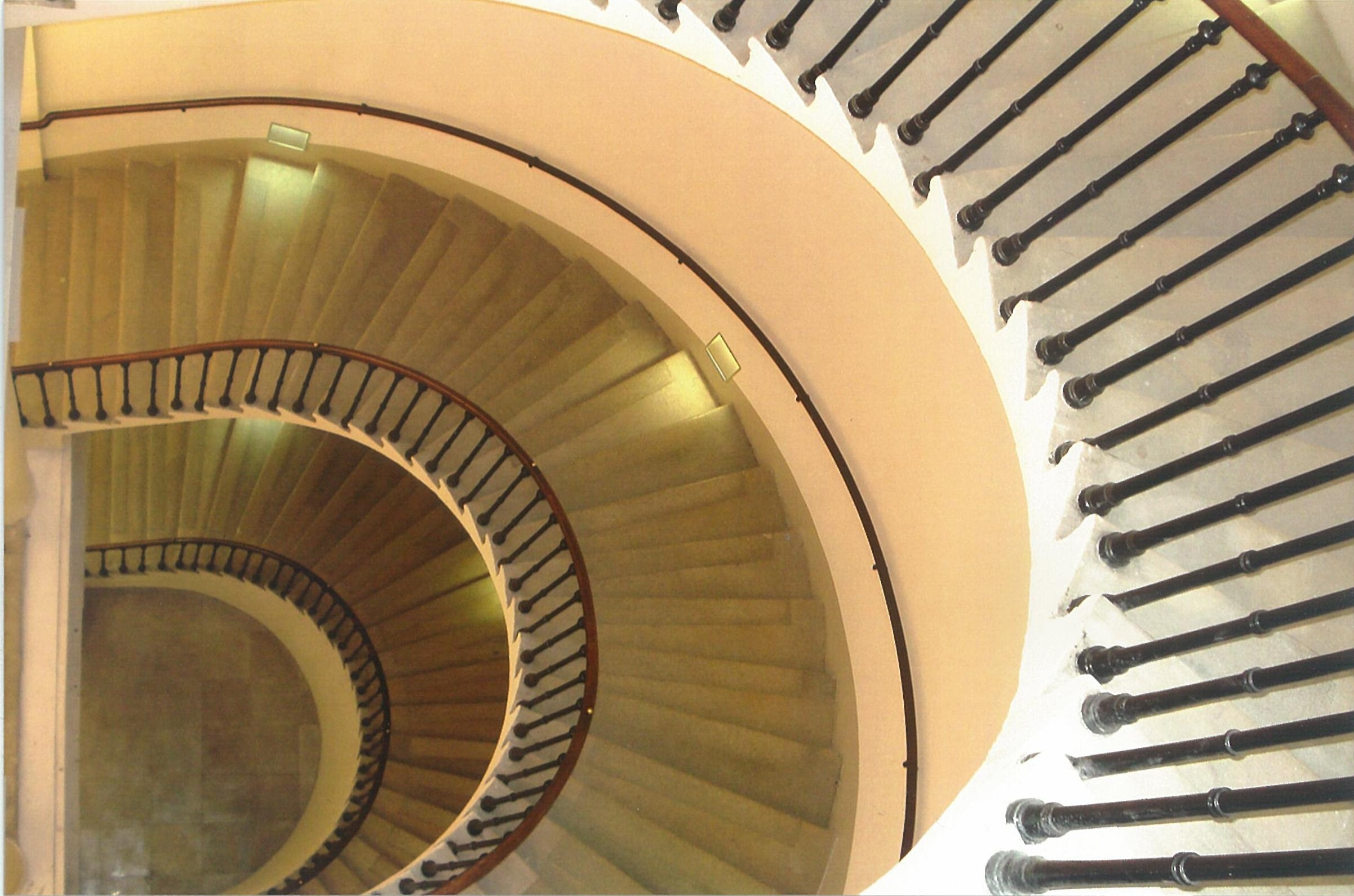
Escalier autoportant en Kaiserstein dans l'aile Herrengasse

Le Palais Niederösterreich est utilisé pour des conférences, des réunions et des célébrations d'institutions publiques et privées et peut également être loué à des fins privées. Les étages supérieurs abritent des bureaux du ministère fédéral de l'Europe, de l'Intégration et des Affaires étrangères.

## Liens web
- Brochure du ministère des Affaires étrangères sur le bâtiment de la p. Mo) « http://www.bmeia.gv.at/fileadmin/user_upload/bmeia/media/1-Home_Zentrale/4655_minoritenplatz_8.pdf »(Archive.org • Wikiwix • Archive.is • Google • Que faire ?), 31 mars 2022  </link>
- Niederösterreichisches Landhaus. Dans: châteaux-autriche.com. Site privé de Martin Hammerl ; consulté le 1er janvier 1900